# Ирина Диплосинадина
Ирина Диплосинадина е византийска севастократорица, втора съпруга на севастократор Исак Комнин, който е по-голям брат на император Мануил I Комнин.
Все още няма точни сведения за родителите на Ирина. Знае се, че от две страни тя произхожда от аристократичната фамилия Синадини, за което говори фамилията ѝ Диплосинадина (от Дипло – „двойно“ и Синадина). През 1146 г. Ирина се омъжва за севастократор Исак Комнин.
Исак Комнин е трети син на император Йоан II Комнин и унгарската принцеса Пирошка Арпад и е по-голям брат на император Мануил I Комнин. Въпреки че е по-голям брат на император Мануил I, съпругът на Ирина не заема византийския престол по желание на император Йоан II Комнин, който посочил преди смъртта си за свой наследник по-малкия си син Мануил и лишил Исак от престолонаследие. Вместо с императорска титла, Исак е почетен с титлата севастократор. Така вместо с титлата императрица, по стечение на обстоятелсвата, след като се омъжва за Исак Комнин, Ирина Диплосинадина става негова севастократорица.
Преди да се ожени за Ирина Диплосинадина, Исак Комнин вече има един предходен брак с Теодора, от която има пет деца. Ирина Диплосинадина ражда на севастократора още две дъщери:
- Теодора Комнина, омъжена за йерусалимския крал Балдуин III[2]
- Евдокия Комнина, омъжена за Гийом VIII дьо Монпелие.[2]

Император Мануил I Комнин използва дъщерите на брат си, за да урежда външнополитическите отношения на страната, омъжвайки много от тях за чуждестранни владетели. Така най-възрастната дъщеря на Ирина Диплосинадина, Теодора Комнина, е омъжена за йерусалимския крал Балдуин III, а по-малката Евдокия първоначално е сгодена за крал Алфонсо II Арагонски, но впоследствие е омъжена за Вилхелм VIII дьо Монпелие. Една от заварените дъщери на Ирина, Мария Комнина е омъжена за унгарския крал Ищван IV